# Лёз
Лёз (фр. Leuze) — коммуна во Франции, находится в регионе Пикардия. Департамент коммуны — Эна. Входит в состав кантона Ирсон. Округ коммуны — Вервен.
Код INSEE коммуны — 02425.

## Население
Население коммуны на 2010 год составляло 162 человека.
| 1962 | 1968 | 1975 | 1982 | 1990 | 1999 | 2010 |
| ---- | ---- | ---- | ---- | ---- | ---- | ---- |
| 241  | 214  | 173  | 165  | 173  | 171  | 162  |

## Экономика
В 2010 году среди 98 человек трудоспособного возраста (15—64 лет) 73 были экономически активными, 25 — неактивными (показатель активности — 74,5 %, в 1999 году было 67,3 %). Из 73 активных жителей работали 59 человек (31 мужчина и 28 женщин), безработных было 14 (8 мужчин и 6 женщин). Среди 25 неактивных 5 человек были учениками или студентами, 9 — пенсионерами, 11 были неактивными по другим причинам.